# Poul Fløe Svenningsen
Poul Fløe Svenningsen (23. maj 1919 – 27. november 2008) var en dansk journalist, forfatter og kunstmaler.
Poul Fløe Svenningsen var født i Vejle og havde størstedelen af sin karriere ved Berlingske Tidende, hvor han i perioden 1967-79 var redaktionschef. Sammen med sin skribentvirksomhed leverede han også tegninger og fotografier til artiklerne.
Blandt hans interesser var friluftsliv, herunder jagt og sejlads, som han også har skrevet bøger om, lige som det blev til en enkelt roman, Kære Lord Fjeldmose (1979). Derudover var han aktiv kunstner og malede en række abstrakte værker, som han udstillede i en lang række sammenhænge.